# Philodromus pernix
Philodromus pernix är en spindelart som beskrevs av John Blackwall 1846. Philodromus pernix ingår i släktet Philodromus och familjen snabblöparspindlar. Inga underarter finns listade i Catalogue of Life.